# Fussballclub Thun 1898
Il Fussballclub Thun 1898 è una società calcistica svizzera con sede nella città di Thun. Milita in Swiss Fotball League, massima serie del campionato svizzero di calcio.

## Storia
Il club è entrato nella storia del calcio svizzero quando nella stagione 2005-2006 batté ai preliminari la Dinamo Kiev e poi il Malmö FF, entrando così nella fase a gironi della Champions League dove si classificò terzo nel girone.
Il 4 agosto 2011, in seguito ad una doppia sfida andata/ritorno contro gli italiani del Palermo, il Thun estromette la squadra siciliana dalla fase preliminare dell'Europa League, in virtù dei risultati di 2-2 all'andata giocata al Barbera e dell'1-1 del ritorno in terra svizzera.
Raggiunge la finale di Coppa di Svizzera nella stagione 2018-2019, perdendo, però, per 2-1 contro il Basilea. In campionato, invece, conclude quarto con 46 punti (stessi punti del Lugano, giunto terzo per differenza reti, e di Lucerna e San Gallo, arrivati rispettivamente quinto e sesto).

## Stadio
Il FC Thun gioca le partite casalinghe nello stadio Arena Thun, impianto in erba sintetica, misure 105 × 68 m, capienza 10 000 spettatori

## Rosa 2025-2026
Aggiornata al 20 agosto 2025.
| N. |                           | Ruolo | Calciatore        |
| -- | ------------------------- | ----- | ----------------- |
| 1  | Svizzera (bandiera)       | P     | Nino Ziswiler     |
| 4  | Spagna (bandiera)         | D     | Genís Montolio    |
| 5  | Germania (bandiera)       | D     | Dominik Franke    |
| 6  | Svizzera (bandiera)       | C     | Leonardo Bertone  |
| 7  | Svizzera (bandiera)       | C     | Kastriot Imeri    |
| 8  | Svizzera (bandiera)       | C     | Vasilije Janjičić |
| 10 | Uruguay (bandiera)        | C     | Mathías Tomás     |
| 11 | Inghilterra (bandiera)    | A     | Layton Stewart    |
| 14 | Estonia (bandiera)        | C     | Mattias Käit      |
| 16 | Svizzera (bandiera)       | C     | Justin Roth       |
| 17 | Svizzera (bandiera)       | D     | Ashvin Balaruban  |
| 18 | Rep. del Congo (bandiera) | A     | Christopher Ibayi |
| 19 | Svizzera (bandiera)       | D     | Jan Bamert        |

| N. |                      | Ruolo | Calciatore             |
| -- | -------------------- | ----- | ---------------------- |
| 23 | Svizzera (bandiera)  | D     | Marco Bürki (capitano) |
| 24 | Svizzera (bandiera)  | P     | Niklas Steffen         |
| 27 | Svizzera (bandiera)  | D     | Michael Heule          |
| 30 | Svizzera (bandiera)  | P     | Jan Eicher             |
| 33 | Svizzera (bandiera)  | A     | Marc Gutbub            |
| 37 | Svizzera (bandiera)  | D     | Lucien Dähler          |
| 47 | Svizzera (bandiera)  | D     | Fabio Fehr             |
| 70 | Svizzera (bandiera)  | C     | Nils Reichmuth         |
| 74 | Svizzera (bandiera)  | A     | Elmin Rastoder         |
| 77 | Svizzera (bandiera)  | C     | Franz-Ethan Meichtry   |
| 78 | Svizzera (bandiera)  | C     | Valmir Matoshi         |
| 96 | Martinica (bandiera) | A     | Brighton Labeau        |

## Allenatori
- 1946 - 1948 Hans Luder
- 1948 - 1949 Hans Pulver
- 1949 - 1950 James Townley
- 1953 - 1954 Hans Luder
- 1954 - 1956 Hans Luder e Hermann Czischek
- 1956 - 1958 Hermann Czischek
- 1958 - 1962 Alfred Beck
- 1962 - 1963 Hermann Jucker
- 1963 - 1967 Matthias Rossbach
- 1967 - 1969 Heinz Schneiter
- 1969 - 1970 Lothar Weise
- 1971 - 1972 Miroslav Patak
- 1972 - 1973 Fridolin Hofer
- 1973 - 1974 René Raboud
- 1978 - 1983 Hanspeter Latour
- 1986 - 1990 Martin Trümpler
- 1990 - 1992 Willy Kaufmann
- 1992 - 1993 Peter Mast
- 1994 - 1995 Stefan Marini
- 1995 - 1999 Andy Egli (luglio - gennaio)
- 1999 - 2001 Georges Bregy (gennaio - luglio)
- 2001 - 2005 Hanspeter Latour
- 2005 - 2006 Urs Schönenberger ( - febbraio)
- 2006 - ? Heinz Peischl (febbraio - ?)
- 2011 - Bernard Challandes (giugno - ?)
- 2015 Ciriaco Sforza (giugno - ottobre)
- 2015 - 2017 Jeff Saibene (ottobre - marzo)
- 2017 - 2020 Marc Schneider (marzo - ottobre)
- 2020 - 2022 Carlos Bernegger (ottobre - giugno)
- 2022 - Mauro Lustrinelli (giugno - )

## Palmarès

### Competizioni nazionali
- Prima Lega: 1

1953-1954
- Challenge League: 2

2009-2010, 2024-2025

### Altri piazzamenti
- Campionato svizzero:

Secondo posto: 2004-2005
- Coppa Svizzera:

Finalista: 1954-1955, 2018-2019
Semifinalista: 2007-2008, 2013-2014
- Challenge League:

Secondo posto: 1944-1945 (gruppo ovest), 1953-1954, 2020-2021, 2023-2024
Terzo posto: 1963-1964, 1964-1965

## Statistiche e record

### Statistiche nelle competizioni UEFA
Tabella aggiornata alla fine della stagione 2018-2019.
| Competizione                  | Partecipazioni | G  | V | N | P  | RF | RS |
| ----------------------------- | -------------- | -- | - | - | -- | -- | -- |
| UEFA Champions League         | 1              | 10 | 4 | 2 | 4  | 11 | 11 |
| Coppa UEFA/UEFA Europa League | 4              | 26 | 9 | 7 | 10 | 30 | 34 |